# 지미 베넷
지미 베넷(Jimmy Bennett, 1996년 2월 9일 ~ )은 미국의 배우이다.

## 출연 작품
- 호스티지